# Кинцельбах, Готлиб Теодор
Готлиб Теодор Кинцельбах (нем. Gottlob Theodor Kinzelbach; 24 июня 1822, Штутгарт — январь 1867) — путешественник.
Обучался механике в Штутгарте. В 1854 г. основал свой бизнес в Константинополе. В 1859 г. вернулся в Германию и записался в экспедицию Вернера Мунцингера в Судан и Эритрею, где провёл 1860—1862 гг. В последующие два года изучал в Штутгарте восточные языки, после чего отправился для ведения бизнеса в Каир. В 1866 г., однако, опять оставил бизнес и отправился на поиски пропавшей экспедиции барона фон дер Деккена, для чего в январе 1867 г. отплыл из Занзибара в Сомали, где в конце месяца умер.